# Ullur
Ullur é uma vila no distrito de Thanjavur, no estado indiano de Tamil Nadu.

## Demografia
Segundo o censo de 2001,  Ullur  tinha uma população de 7779 habitantes. Os indivíduos do sexo masculino constituem 50% da população e os do sexo feminino 50%. Ullur tem uma taxa de literacia de 80%, superior à média nacional de 59.5%: a literacia no sexo masculino é de 85% e no sexo feminino é de 75%. Em Ullur, 10% da população está abaixo dos 6 anos de idade.